# Aeroportul Palm Springs
Aeroportul Palm Springs (IATA: PSP, ICAO: KPSP, FAA LID: PSP) este un aeroport din Palm Springs⁠(d), Comitatul Riverside, California, Statele Unite ale Americii ce deservește zona Coachella Valley⁠(d). Aeroportul a fost tranzitat în 2023 de 3.237.325 de pasageri.
Situat la o altitudine de 145 m, aeroportul dispune de 2 piste.

## Infrastructură

### Piste
Aeroportul dispune de 2 piste. Pista 13L/31R are suprafața de asfalt și dimensiunile 4.952 picioare × 75 picioare. Pista 13R/31L are suprafața de asfalt și dimensiunile 10.000 picioare × 150 picioare. 